# Volker Dornemann
Volker Dornemann (* 23. März 1968 in Dortmund) ist ein deutscher Autor und Illustrator.

## Tätigkeit als Autor
Dornemanns Schwerpunkt liegt auf fantastischer Belletristik, im Speziellen Science Fiction, Phantastik und Horror. Fünf Kurzgeschichtenbände erschienen im Selbstverlag, diverse Kurzgeschichten im Computermagazin c’t, weitere Kurzprosa in den SF-Magazinen Exodus phantastisch! und Weltenportal. Dornemann veröffentlicht in drei seiner Sammlungen Microstorys, eine sehr kurze Darstellungsform mit in seinem Fall maximal etwa 500 Anschlägen.

## Tätigkeit als Cartoonist und Illustrator
Dornemann veröffentlicht auch Comicstrips und Cartoons in Büchern, Magazinen sowie online und illustriert Sachbücher.

## Rezeption
Zu Dornemanns Microstory-Sammlung Naniten schreibt Peter Schmitz, man müsse Science-Fiction, Fantasy, Gedankenspiele mit naturwissenschaftlichem Hintergrund und nerdige Absurditäten schätzen. Dann werde man in Dornemanns Naniten viele kleine Juwelen entdecken. Zum Band Naniten 2 schreibt Schmitz, mancher möge in den zweihundert Texten etwas zu viel Weltuntergang finden, das sei aber Meckern auf hohem Niveau. Das Buch sei wieder ein lohnender Begleiter für viele Wartepausen im Serverraum, am Schreibtisch und anderswo.
Hardy Kettlitz schreibt über Naniten, jede der Microstorys ende mit einer Pointe, von den sich viele durchaus mit den Pointen der Autoren aus der „klassischen Kurzgeschichtenzeit“ wie Fredric Brown, Robert Sheckley oder dem frühen Ray Bradbury messen könnten. Das Buch eigne sich nur bedingt dazu, es in einem Rutsch zu lesen, aber es sei eine erfrischende und oft überraschende Lektüre für zwischendurch.
Christoph Grimm schreibt zu Naniten, in jeweils wenigen Sätzen werde die Leserschaft in eine Situation geworfen, die kurz darauf – zumeist im letzten Satz – mit einem Knall wieder verlassen werde. Die Güte und der Ideenreichtum seien beeindruckend.

## Publikationen

### Belletristik
- Naniten – 200 phantastische Microstorys, Selbstverlag, 2022, ISBN 979-8-83095405-1
- Die Mohnblumenfelder des Mars, Selbstverlag, 2022, ISBN 979-8-84330526-0
- Naniten 2 – 200 phantastische Microstorys, Selbstverlag, 2023, ISBN 979-8-85983749-6
- Prototyp - SF Storys, Selbstverlag, 2024, ISBN 979-8-33638824-4
- Naniten 3 -200 phantastische Microstorys, Selbstverlag, 2025, ISBN 979-8-2940-6059-6
- Reset, Kurzgeschichte, c’t 5/2022, S. 182ff
- Erntezeit, Kurzgeschichte, c’t 21/2022. S. 184ff
- Wendy, Kurzgeschichte, c’t 2/2023, S. 182ff
- Der nichtelektronische Mann, Kurzgeschichte, c’t 21/2023, S. 168ff
- Das Experiment, Kurzgeschichte, c’t 13/2024, S. 164ff
- Starlight, Microstory, phantastisch![12] 84 (4/2021), Atlantis Verlag, Stolberg[13]
- Frieden, Microstory, Prototyp, Kurzgeschichte, phantastisch! 85 (1/2022), Atlantis Verlag, Stolberg
- Revival, Microstory, phantastisch! 86 (2/2022), Atlantis Verlag, Stolberg
- Mythos, Microstory, phantastisch! 87 (3/2022), Atlantis Verlag, Stolberg
- Rot, rot, rot, Microstory, phantastisch! 88 (4/2022), Atlantis Verlag, Stolberg
- Wir sind die Roboter, Microstory, phantastisch! 89 (1/2023), Atlantis Verlag, Stolberg
- Erde 2.0, Microstory, phantastisch! 90 (2/2023), Atlantis Verlag, Stolberg
- Ein sensationelles Angebot, Microstory, Monster, Kurzgeschichte, phantastisch! 91 (3/2023), Atlantis Verlag, Stolberg
- Alles Lüge, Microstory, phantastisch! 92 (4/2023), Atlantis Verlag, Stolberg
- TIM, Microstory, Landratten, Kurzgeschichte, phantastisch! 95 (3/2024), Atlantis Verlag, Stolberg
- Ode an den Mars und Ceci n´est pas une pipe, Microstorys, Exodus 43
- Der erste Baum und Twinkle, twinkle, Microstorys, Exodus 44
- Oh Venus, Microstory, Exodus 45
- Treibgut, Microstory, Exodus 46
- Flat Earth, Microstory, Exodus 47
- 11 Sekunden, Microstory, Exodus 48
- Karussellfahrt, Microstory, Exodus 49
- Aussteiger, Regen und Tool, Microstorys, Weltenportal 2 (11/2021)
- Delete und Die Kiste, Microstorys, Tauschgeschäft, Kurzgeschichte, Weltenportal 4 (11/2022)
- 3075 a. c., Oma ist die Beste und Alle Mann an Deck, Microstorys, Weltenportal 5 (10/2023)

### Buch, Comic und Cartoon
- Böse Pinguine, Bastei, Köln 2015, ISBN 978-3-7857-2553-5
- Steine – sind auch nur Menschen, Selbstverlag, 2022, ISBN 979-8-84330284-9
- Holy Shit, Selbstverlag, 2022, ISBN 979-8-36974730-8

### Zusammenarbeit
- mit Wolfgang Rumpf: Taekwondo Kids – Weißgurt bis Gelbgrüngurt, Meyer & Meyer Verlag, Aachen 2007, ISBN 978-3-89899-231-2
- mit Wolfgang Rumpf: Taekwondo Kids – Grüngurt bis Blaugurt, Meyer & Meyer Verlag, Aachen 2008, ISBN 978-3-89899-268-8
- mit Bernhard Hoëcker: Wir sind Deutschland! Lappan, Oldenburg 2011, ISBN 978-3-8303-3248-0

### Illustrationen
- zu: Ingrid Vallieres, Roland Kiprowski, Probleme – nein danke!, Naglschmid, Stuttgart 2010, ISBN 978-3-89594-976-0
- zu: Bernhard Hoëcker, Tobias Zimmermann: Am schönsten Arsch der Welt, Bastei Lübbe 2012, ISBN 978-3-4046-0739-6
- zu: Bernhard Hoëcker, Tobias Zimmermann: Neues aus Geocaching: Geschichten von draußen, Traveldiary, ISBN 978-3-9479-4412-5